# Klaus Stürmer
Klaus Stürmer (Glinde, 9 agosto 1935 – Zurigo, 1º giugno 1971) è stato un calciatore tedesco, di ruolo attaccante.

## Carriera
Vinse un campionato tedesco con l'Amburgo nel 1960 e 2 campionati svizzeri (1963, 1966) ed una Coppa di Svizzera (1966) con lo Zurigo.